# Оператор за присвояване
Операторът за присвояване в езика за програмиране C++ е „=“ (на английски: assignment operator). Както повечето оператори в езика и той може да бъде предефиниран. Това се прави най-вече в обектно ориентираното програмиране, когато потребителят иска да присвои един обект на друг. Той е част от така наречената Голяма тройка, която в повечето случаи е задължителна при моделирането на клас.

## Пример за предефиниция на оператора „=“
```
#include
 
<iostream>

#include
 
<string.h>

using
 
namespace
 
std
;

class
 
Example

{

    
char
*
 
ex
;

public
:

//...

    
Example
&
 
operator
 
=
(
const
 
Example
&
 
t
);
 
// Предефиниране на =

//...

};

Example
&
 
Example
::
operator
 
=
(
const
 
Example
&
 
t
)

// Предефиниране на =

{

    
if
 
(
this
 
!=
 
&
t
)

    
{

        
delete
 
[]
 
ex
;

        
ex
  
=
 
new
 
char
 
[
strlen
(
t
.
ex
)
 
+
 
1
];

        
strcpy
 
(
ex
,
 
t
.
ex
);

    
}

    
return
 
*
this
;

}

//...

```